# Manuel Medina (ciclist)
Manuel Eduardo Medina Mariño (n 14 iulie 1976) este un ciclist venezuelan.

## Palmares
2006
- Vuelta al Táchira
- maestru venezuelan

2007
- două etape Vuelta al Táchira
- două etape Turul Columbiei
- o etapă Vuelta a Guatemala

2008
- conduce la total puncte Vuelta al Táchira
- conduce la total puncte UCI America Tour
- o etapă Vuelta a Guatemala